# فرانسوا أندريه
فرانسوا أندريه (بالفرنسية: François André) هو سياسي فرنسي، ولد في 19 يوليو 1967 في فرنسا. حزبياً، نشط في الحزب الاشتراكي. وقد انتخب نائب فرنسي عن دائرة الدائرة الثالثة لإيل وفيلان ‏ وقد انضم خلال فترته النيابية ‏ (21 يونيو 2017 – )  للكتلة البرلمانية تكتل الجمهورية على الدرب ‏ وانتخب نائب فرنسي عن دائرة الدائرة الثالثة لإيل وفيلان ‏ خلال فترته النيابية (20 يونيو 2012 – 20 يونيو 2017).

## وصلات خارجية
- الموقع الرسمي